# Groslay
Groslay [ɡʁolɛ]  est une commune française située dans le département du Val-d'Oise, en région Île-de-France.
Ses habitants sont appelés Groslaysiens.

## Géographie

### Description
Groslay est située sur le flanc est de la butte-témoin portant la ville de Montmorency, à 15 km au nord de Paris.

### Hydrographie
Groslay est parcourue par le ru des Haras en grande partie souterrain, visible principalement dans 2 bassins de rétention destinés à éviter les inondations.

### Communes limitrophes
La commune est limitrophe de Montmorency, Saint-Brice-sous-Forêt, Sarcelles, Deuil-la-Barre et Montmagny.
|                | Saint-Brice-sous-Forêt |           |
| Montmorency    | Groslay                | Sarcelles |
| Deuil-la-Barre | Montmagny              |           |

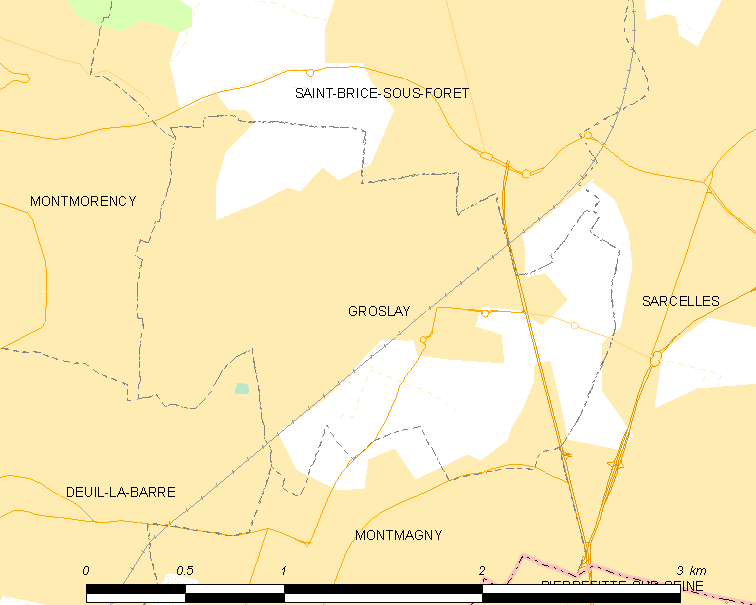
Carte de la commune.
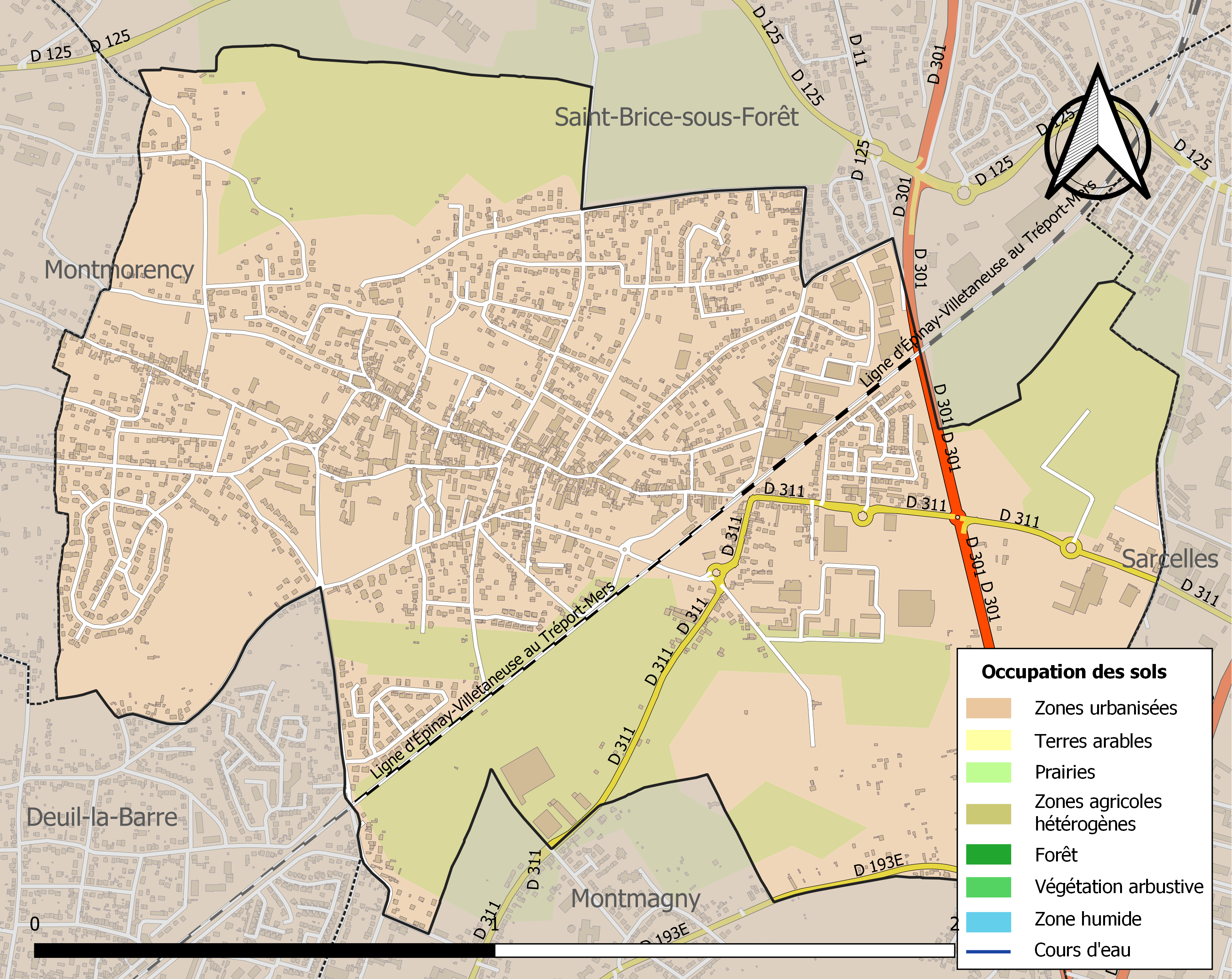
Occupation des sols.

### Transports et déplacements
Groslay est desservie par la gare de Groslay, sur la ligne H du Transilien, branches Paris-Nord — Persan-Beaumont / Luzarches. La gare est desservie à raison d'un train omnibus au quart d'heure du lundi au vendredi, et d'un train à la demi-heure en soirée (après 20 h 30) et le week-end. Il faut de 15 à 17 minutes de trajet à partir de la gare du Nord.
La commune est également desservie par la ligne 1527 (Eaubonne - Garges-Sarcelles), la ligne 1537 (Sarcelles - Épinay-sur-Seine) du réseau de bus de la Vallée de Montmorency exploitée par Transdev Valmy ainsi que par l'antenne scolaire de la ligne 95.02 du Réseau de bus Roissy Ouest.

### Climat
Pour des articles plus généraux, voir Climat de l'Île-de-France et Climat du Val-d'Oise.
En 2010, le climat de la commune est de type climat océanique dégradé des plaines du Centre et du Nord, selon une étude du CNRS s'appuyant sur une série de données couvrant la période 1971-2000. En 2020, Météo-France publie une typologie des climats de la France métropolitaine dans laquelle la commune est dans une zone de transition entre le climat océanique et le climat océanique altéré et est dans la région climatique Sud-ouest du bassin Parisien, caractérisée par une faible pluviométrie, notamment au printemps (120 à 150 mm) et un hiver froid (3,5 °C).
Pour la période 1971-2000, la température annuelle moyenne est de 11,5 °C, avec une amplitude thermique annuelle de 15,1 °C. Le cumul annuel moyen de précipitations est de 681 mm, avec 10,3 jours de précipitations en janvier et 7,9 jours en juillet. Pour la période 1991-2020, la température moyenne annuelle observée sur la station météorologique la plus proche, située sur la commune de Bonneuil-en-France à 7 km à vol d'oiseau, est de 12,1 °C et le cumul annuel moyen de précipitations est de 616,3 mm,. Pour l'avenir, les paramètres climatiques de la commune estimés pour 2050 selon différents scénarios d'émission de gaz à effet de serre sont consultables sur un site dédié publié par Météo-France en novembre 2022.

## Urbanisme

### Typologie
Au 1er janvier 2024, Groslay est catégorisée grand centre urbain, selon la nouvelle grille communale de densité à sept niveaux définie par l'Insee en 2022.
Elle appartient à l'unité urbaine de Paris, une agglomération inter-départementale regroupant 407  communes, dont elle est une commune de la banlieue,,. Par ailleurs la commune fait partie de l'aire d'attraction de Paris, dont elle est une commune du pôle principal,. Cette aire regroupe 1 929 communes,.

## Toponymie
Le nom de Groslay est attesté pour la première fois sous la forme Graulido en 862, Graulidum en 862, Grolidum, Groolaium, Groela, Groelium, Grooletum, Groeletum, Grodoletum, Grolitium, Gloleium, Groleyum, Groloi en 1293.
Le nom de Groslay doit son origine à la nature du sol de certains de ses champs. En ancien français, le mot groele qui dérive du gaulois graua désignait un terrain contenant de petits cailloux. Ainsi le nom de la ville ne doit rien à la femelle du sanglier... Il y a pourtant plus de deux cents ans l'abbé Lebeuf pouvait déjà écrire en tête de sa notice sur Groslay : "Le vulgaire croit que ce nom est composé de deux mots qui signifient : gros-sanglier"... (Pacaud (Abbé Georges), Groslay de Seine et Oise p.15-17). Ainsi, le vrai blason de Groslay n'est pas celui qui porte une tête de sanglier mais celui qui figure sur la page de couverture de l'ouvrage de l'abbé Pacaud .
Voir Grosley (Eure)

## Histoire

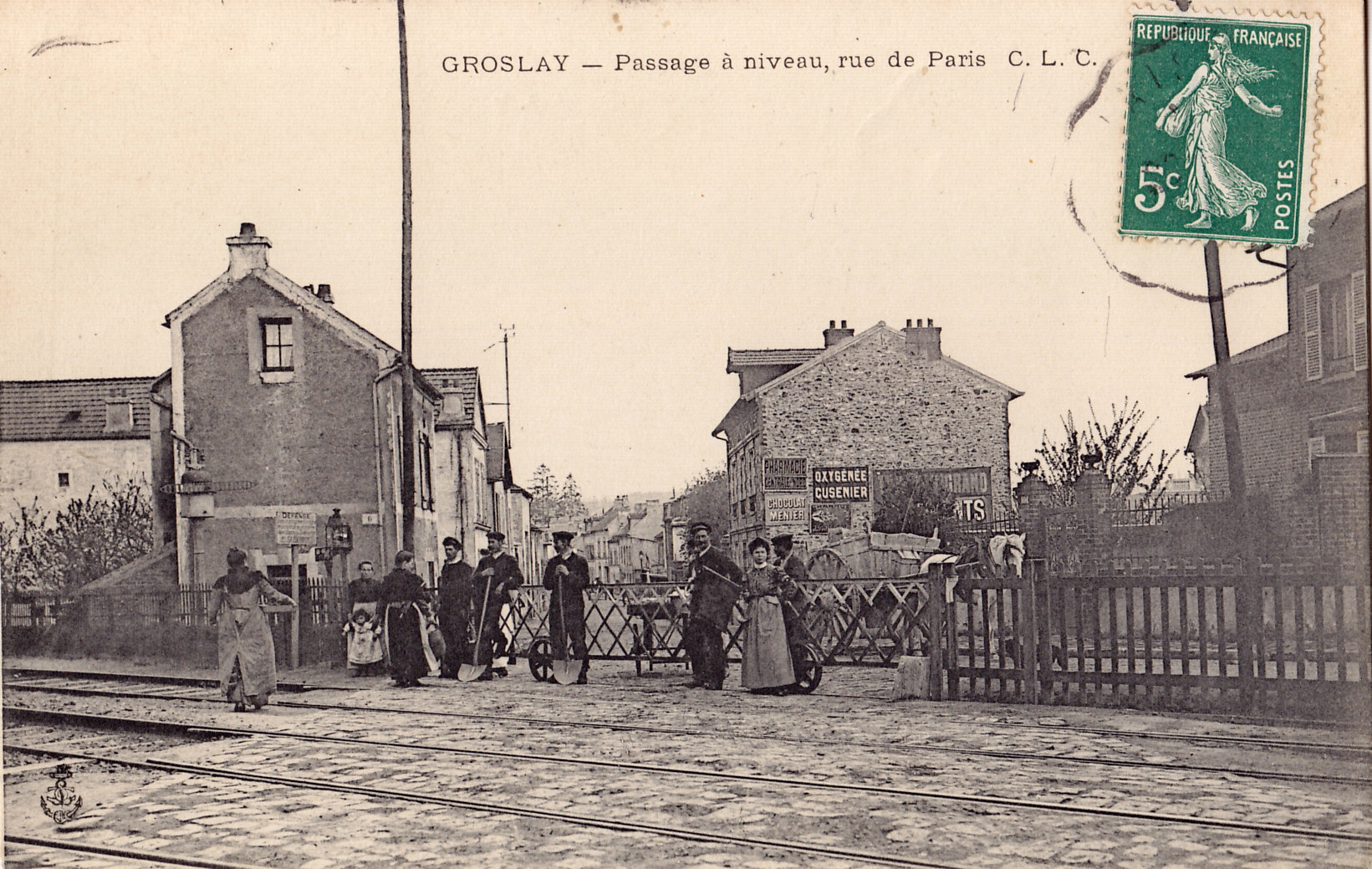
Le passage à niveau de Groslay, vers 1909.

Le premier seigneur de Groslay est Odon ou Éudes de Groslay à la fin du XIe siècle. Au XIIIe siècle, le village devient un fief des Montmorency, puis des Condé au XVIIe siècle.
La commune vit essentiellement de la vigne et du maraîchage jusqu'au début du XXe siècle (la culture du poirier s'y développe à partir de 1860). Groslay connaît une évolution comparable au village voisin de Montmorency : construction de châteaux de plaisance au XVIIIe siècle, de propriétés bourgeoises au XIXe siècle puis l'urbanisation pavillonnaire du XXe siècle, facilitée par la mise en service, en 1877, de la ligne de chemin de fer Paris - Persan-Beaumont.
De par sans doute l'éloignement relatif des grands axes de communication routiers et la faible superficie de la commune, Groslay n'a pas connu l'urbanisation brutale de certaines de ses voisines dans les années 1960 et 1970. L'habitat collectif y reste minoritaire et à taille humaine. Cependant, depuis les années 2000, les derniers espaces verts, les vergers et les champs de pivoines qui faisaient le charme du village disparaissent rapidement face à l'urbanisation. En 2007, le parc municipal et le parvis de la mairie ont fait l'objet d'une rénovation totale.

## Politique et administration

### Rattachements administratifs et électoraux
Rattachements administratifs
Antérieurement à la loi du 10 juillet 1964, la commune faisait partie du département de Seine-et-Oise. La réorganisation de la région parisienne en 1964 fit que la commune appartient désormais au département du Val-d'Oise et à son arrondissement de Sarcelles après un transfert administratif effectif au 1er janvier 1968.
Elle faisait partie depuis 1793 du canton de Montmorency. Dans le cadre du redécoupage cantonal de 2014 en France, cette circonscription administrative territoriale a disparu, et le canton n'est plus qu'une circonscription électorale.
Groslay fait partie de la juridiction d’instance de Montmorency, et de grande instance ainsi que de commerce de Pontoise,.
Rattachements électoraux
Pour les élections départementales, la commune fait partie depuis 2014 du canton de Deuil-la-Barre
Pour l'élection des députés, elle fait partie de la septième circonscription du Val-d'Oise.

### Intercommunalité
La commune était membre de la Communauté d'agglomération de la vallée de Montmorency (CAVAM), un établissement public de coopération intercommunale (EPCI) à fiscalité propre.
Dans le cadre de la mise en œuvre de la loi MAPAM du 27 janvier 2014, qui prévoit la généralisation de l'intercommunalité à l'ensemble des communes et la création d'intercommunalités de taille importante, cette intercommunalité fusionne avex sa voisine pour former, le 1er janvier 2017, la communauté d'agglomération Plaine Vallée dont la commune est désormais membre.

### Tendances politiques et résultats
Lors du second tour des élections municipales de 2020, la liste menée par le maire sortant, Joël Boutier (DVD) est arrivée en troisième position, avec 29,54 % des suffrages exprimés, devancé par la liste menée par Patrick Cancouët (DVD) qui a obtenu la majorité des suffrages exprimés avec 38,37 % des voix, et celle de François Jeffroy (écologiste, 31,57 %).

### Liste des maires
| Période                                  | Période                      | Identité                     | Étiquette           | Qualité |
| ---------------------------------------- | ---------------------------- | ---------------------------- | ------------------- | --- |
| Les données manquantes sont à compléter. |                              |                              |                     | |
| 1811                                     | 1816 (décès)                 | Pierre François Comartin     |                     | |
| 1816                                     | 1846                         | Pierre Joseph Comartin       |                     | Négociant, vice-président de l'Athénée Royal Fils du précédent                                                                                  |
| ?                                        | 1857                         | Jean-Baptiste de la Chaussée |                     | |
| 1857                                     | 1865                         | Octave Comartin              |                     | Fils de Pierre Joseph Comartin |
| Maire en 1870                            |                              | Paul du Boÿs                 |                     | |
| Maire en 1878                            |                              | Alphonse Lasson              |                     | |
| Les données manquantes sont à compléter. |                              |                              |                     | |
| octobre 1947                             | mai 1953                     | Marcelle Laurent             |                     | |
| mai 1953                                 | mars 1965                    | André Maury                  |                     | |
| mars 1965                                | mars 1971                    | Roger Donnet                 |                     | |
| mars 1971                                | mars 1977                    | Marcel Glo                   |                     | |
| 1977                                     | 1983                         | André Burin                  |                     | Docteur |
| Les données manquantes sont à compléter. |                              |                              |                     | |
| mars 1983                                | juillet 2020                 | Joël Boutier,                | DVD (app. UMP → LR) | Cadre de banque Vice-président de la CAVAM (2008 → 2015) Vice-président de la CA Plaine Vallée (2016 → 2020)                                    |
| juillet 2020,                            | En cours (au 6 juillet 2022) | Patrick Cancouët             | DVD                 | Docteur ès sciences physiques, ingénieur chimiste, Commandant de réserve dans l'armée de terre, Vice-président de la CA Plaine Vallée (2020 → ) |

### Politique de développement durable
La commune a engagé une politique de développement durable en lançant une démarche d'Agenda 21 en 2008.

### Jumelages
- Schemmerhofen (Allemagne) depuis le 31 mai 1987[29]
- Mogadouro (Portugal) depuis le 1er juillet 2013[29]

## Démographie
L'évolution du nombre d'habitants est connue à travers les recensements de la population effectués dans la commune depuis 1793. Pour les communes de moins de 10 000 habitants, une enquête de recensement portant sur toute la population est réalisée tous les cinq ans, les populations de référence des années intermédiaires étant quant à elles estimées par interpolation ou extrapolation. Pour la commune, le premier recensement exhaustif entrant dans le cadre du nouveau dispositif a été réalisé en 2005.

En 2022, la commune comptait 8 378 habitants, en évolution de −3,94 % par rapport à 2016 (Val-d'Oise : +4 %, France hors Mayotte : +2,11 %).
| 1793  | 1800  | 1806  | 1821  | 1831  | 1836  | 1841  | 1846  | 1851  |
| ----- | ----- | ----- | ----- | ----- | ----- | ----- | ----- | ----- |
| 1 039 | 1 009 | 1 076 | 1 063 | 1 195 | 1 170 | 1 047 | 1 074 | 1 044 |

| 1856  | 1861  | 1866  | 1872  | 1876  | 1881  | 1886  | 1891  | 1896  |
| ----- | ----- | ----- | ----- | ----- | ----- | ----- | ----- | ----- |
| 1 039 | 1 024 | 1 072 | 1 030 | 1 107 | 1 115 | 1 189 | 1 233 | 1 448 |

| 1901  | 1906  | 1911  | 1921  | 1926  | 1931  | 1936  | 1946  | 1954  |
| ----- | ----- | ----- | ----- | ----- | ----- | ----- | ----- | ----- |
| 1 528 | 1 695 | 2 014 | 2 527 | 3 056 | 4 001 | 3 639 | 3 617 | 4 138 |

| 1962  | 1968  | 1975  | 1982  | 1990  | 1999  | 2005  | 2006  | 2010  |
| ----- | ----- | ----- | ----- | ----- | ----- | ----- | ----- | ----- |
| 4 744 | 5 442 | 5 196 | 4 914 | 5 910 | 7 385 | 8 040 | 8 011 | 8 460 |

| 2015  | 2020  | 2022  | - | - | - | - | - | - |
| ----- | ----- | ----- | - | - | - | - | - | - |
| 8 601 | 8 474 | 8 378 | - | - | - | - | - | - |

## Culture locale et patrimoine

### Lieux et monuments

#### Monument historique
Groslay compte un monument historique sur son territoire ; 
- église Saint-Martin, cour du Rocher / rue Paul-du-Boys (classée monument historique par arrêté du 9 décembre 1929[33]) : Elle se compose essentiellement d'une nef et d'un bas-côté sud gothiques du XIIIe siècle ; et d'un prolongement de la nef avec chœur à l'abside en hémicycle ainsi que d'un collatéral nord et d'un prolongement du collatéral sud du XVIe siècle. Les parties ajoutées en premier lieu affichent le style gothique flamboyant, alors que les finitions des parties ajoutées pendant la dernière campagne de travaux sont empreintes de la Renaissance, mais seule l'abside est conçue entièrement dans le style de la Renaissance. À la suite de remaniements et ajouts maladroits, uniquement la façade septentrionale et en partie la façade du chevet conservent leur caractère authentique. L'intérieur est assez harmonieux et construit avec grand soin, ne présentant pas de rupture réelle entre les différentes parties. La véritable richesse de l'église est ses six verrières Renaissance, constituées dans certains cas de fragments montés ensemble. Classées monuments historiques au titre des objets depuis 1897, elles représentent l'arbre de Jessé, des scènes de la vie de saint Martin, la Nativité, le baptême du Christ, le martyre de sainte Agathe, la messe de saint Grégoire et la Résurrection du Christ[34],[35],[36].

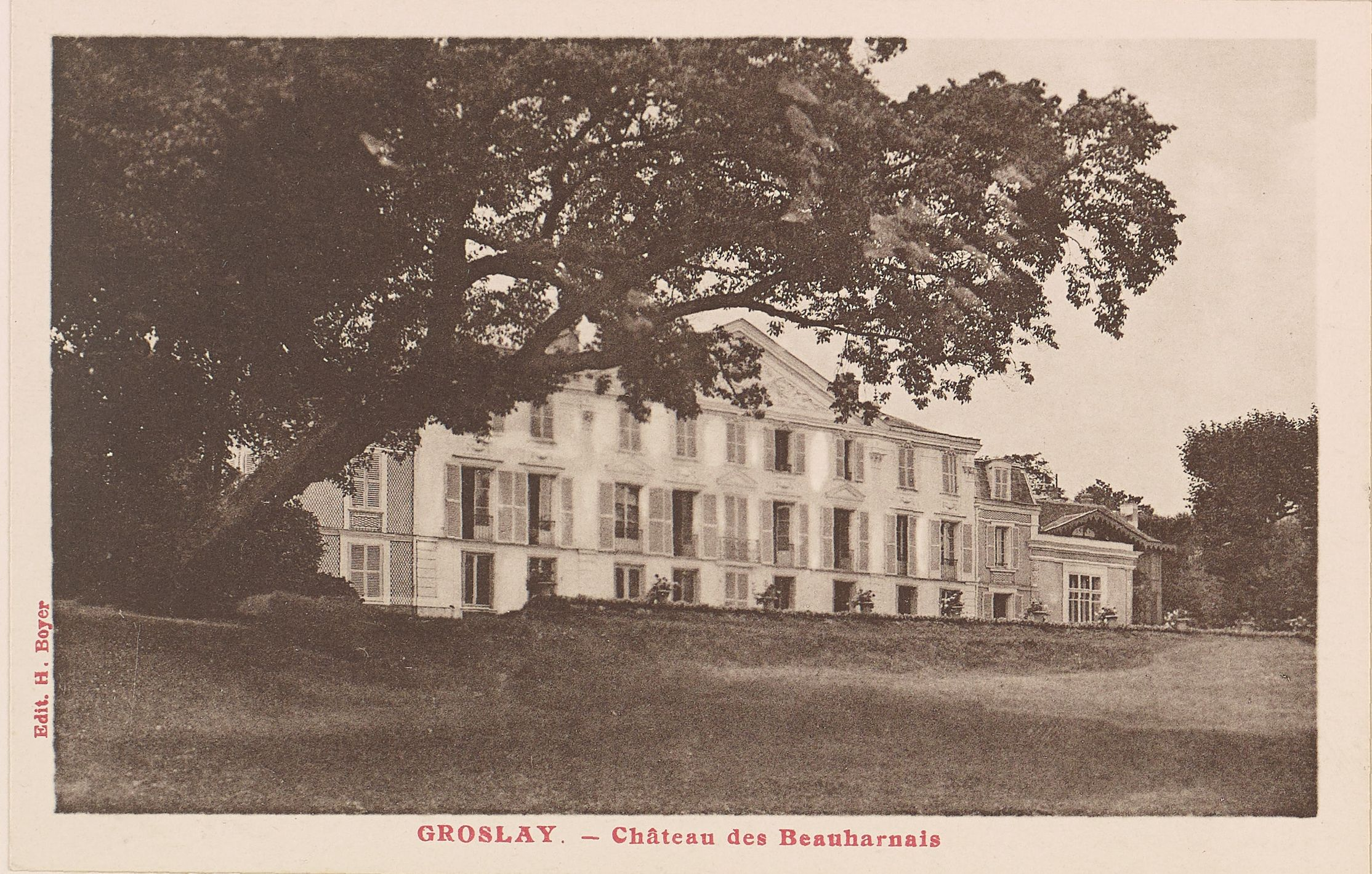
Château des Beauharnais (carte postale des années 1920)

On peut également signaler les lieux suivants :
- Château Claude-de-Beauharnais, 30 rue de Montmorency : cette demeure a connu de multiples propriétaires depuis ses origines, vers 1650. En 1779, Claude de Beauharnais, comte des Roches, l'acquiert. Cinq ans plus tard, son neveu Alexandre de Beauharnais, premier époux de la future impératrice Joséphine de Beauharnais, en hérite. C'est Alexandre, grand-père de Napoléon III, qui transforme la maison de campagne, d'un étage et avec un mansarde, dans le château actuel. Faisant équerre avec la maison d'origine, c'est un édifice de style classique d'ordre composite, orné par des pilastres et des frontons sculptés[36].
- Mairie, 21 rue du Général-Leclerc : elle est installée depuis 1936 dans cette ancienne maison bourgeoise du XIXe siècle.
- Château-Vieux, 25 rue de Montmorency : le bâtiment actuel, sans intérêt architectural, est édifié au XIXe siècle sur les fondations d'un ancien château seigneurial appartenant aux Montmorency. C'est actuellement la maison de retraite des sœurs salésiennes de Marie-Immaculée. Le parc a été en grande partie loti, mais conserve quelques arbres d'essences rares dans la région[36].
- Centre Belle-Alliance, 8 rue Albert-Molinier : c'est un petit château de style Louis XIII datant de 1880 environ, avec une façade en brique et pierre de taille et des combles à la française. Une partie du grand parc a été soustraite pour permettre la construction de plusieurs établissements scolaires. Le château appartient aujourd'hui au département des Hauts-de-Seine, qui y a installé un centre de formation pour adultes handicapés[36].Lavoir de Groslay (carte postale des années 1920)

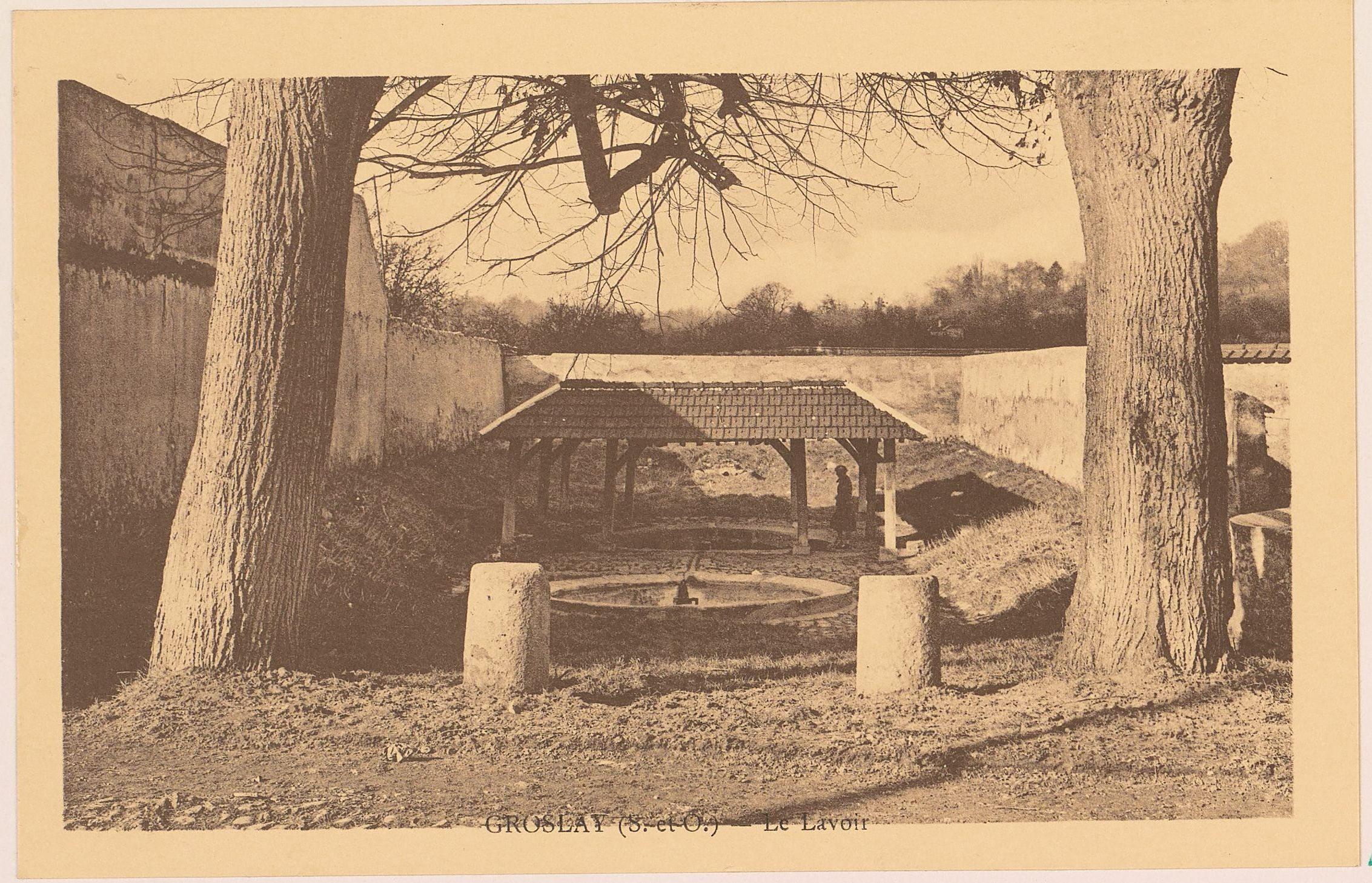
Lavoir de Groslay (carte postale des années 1920)

- Abreuvoir et lavoir, 13 rue Pierre-Corre : il s'agit de deux bassins de forme ovale, dont l'un est protégé par un abri en charpente. Ces équipements datent du XIXe siècle. L'eau provenait d'une source proche de l'église[36].
- Buste de Ferdinand Berthoud, place Ferdinand Berthoud : ce buste placé sur un petit obélisque a été installé en 1907 en mémoire de l'horloger de Louis XVI. Le buste actuel n'est toutefois qu'une copie de 1949, l'original ayant été fondu sous l'Occupation, en 1942[36].
- Monument aux morts, au cimetière : œuvre du sculpteur François Gir de 1920, ce monument se compose d'une stèle en pierre, comportant à gauche le bas-relief d'une femme voilée agenouillée, et à droite une plaque en marbre blanc encastrée, arborant quant à elle le bas-relief d'un poilu en pied, entièrement équipé. Ce monument rend hommage aux soldats morts pour la France pendant la Première Guerre mondiale. Les noms des victimes de la Seconde Guerre mondiale ont été rajoutés ultérieurement[36].

### Personnalités liées à la commune

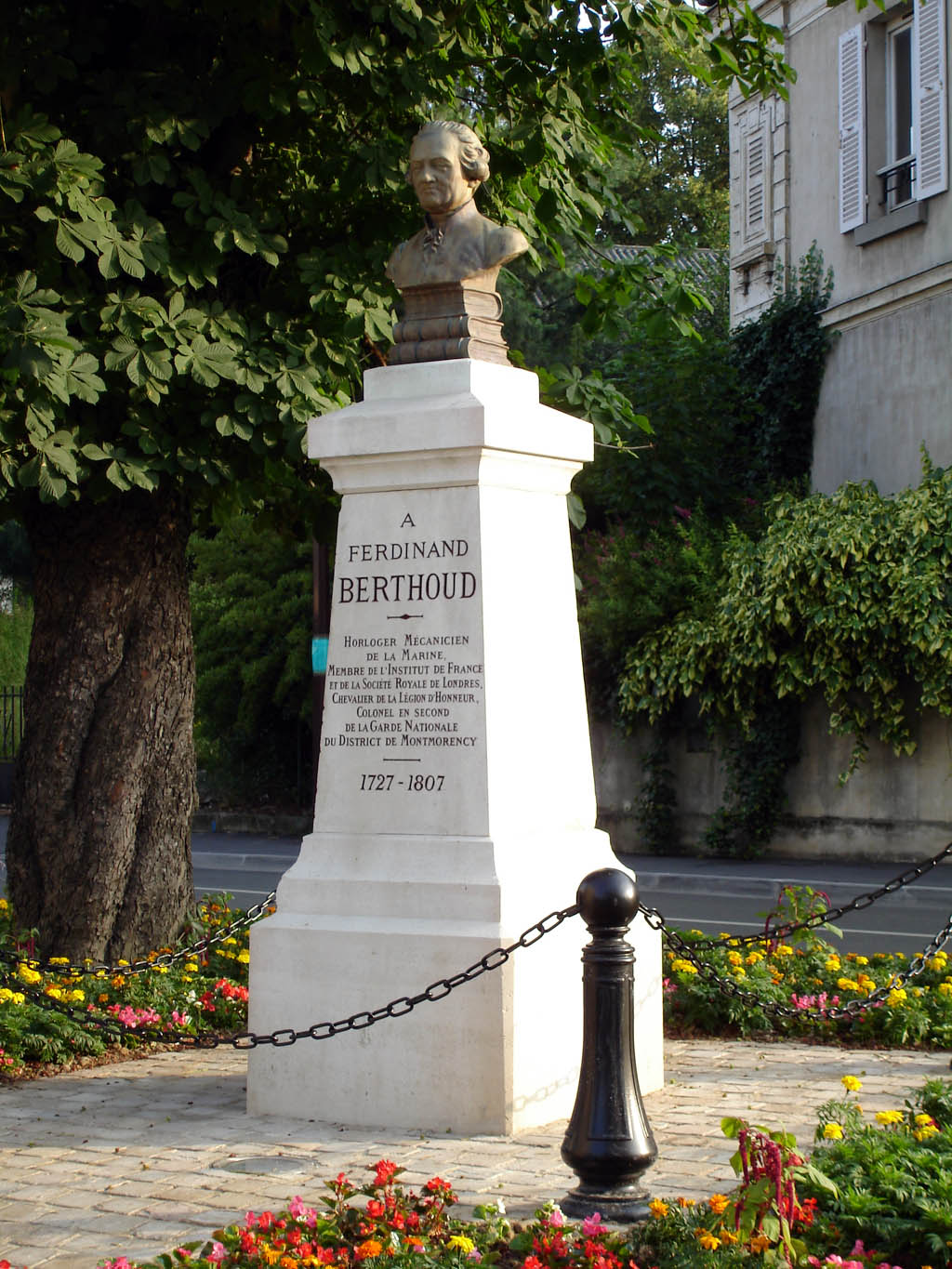
Buste de Ferdinand Berthoud.

- Ferdinand Berthoud, horloger et chercheur neuchâtelois, mort à Groslay en 1807 ;
- Hélène Casimir-Perier (née à Groslay en 1854, morte en 1912), épouse de Jean Casimir-Perier, président de la République française de 1894 à 1895 ;
- Docteur Adélaïde Hautval (1906 - 1988) a vécu et exercé à Groslay ;
- Mickaël Vendetta[pourquoi ?].
- Jean-Noël Aletti, jésuite bibliste, né à Groslay en 1942.

### Héraldique
Descriptif des armes authentiques de Groslay établies sous le contrôle de la Société Française d'Héraldique.
Le blason se doit d'évoquer d'abord le plus ancien suzerain de pays : l'Abbaye de Saint-Denis. C'est pourquoi nous avons représenté les armes de celles-ci : les trois lis de France et un clou de la Sainte Croix.
Il fallait ensuite rappeler que les barons de Montmorency présidèrent durant cinq siècles, aux destinées du village : deux cantons portent donc les aiglettes (ou alérions) de cette illustre famille.
Le quatrième canton c'est le blason des princes de Bourbon-Condé, successeurs des précédents, en 1632.
Enfin on a placé au centre le raisin et le soleil, parce que Groslay fut d'abord un vignoble exposé au midi.
“Écartelé, au premier, de l'Abbaye de Saint-Denis ; aux deuxième 
et troisième, d'or à quatre alérions d'azur, cantonnés ; au quatrième, de Bourbon-Condé, et, sur le tout, de gueules à la grappe de raisin d'or accompagnée en chef d'un soleil du même et, en pointe, d'une rivière d'argent en fasce.”
| Armes de Groslay | Les armes de Groslay se blasonnent ainsi: De gueules, au pampre mouvant de la pointe, tigé et feuillé d'argent, fruité d'or ; au chef aussi d'or, chargé d'une hure de sanglier de sable, allumée et défendue de gueules. |